# ريتشارد وولف
ريتشارد د. وولف (Richard D. Wolff) هو اقتصادي أمريكي ينتمي لمدرسة الاقتصاد البدعي (مقابل مدرسة الاقتصاد السائد) وهو معروف بأعماله عن الاقتصاد الماركسي والمنهجية الاقتصادية والتحليل الطبقي (علم اجتماع).
اشتهر ريتشارد وولف بعد الأزمة المالية في 2008 على وسائل التواصل الاجتماعي كناقد لاذع للنظام الرأسمالي الأمريكي حيث يسلط الضوء على عيوب النظام وعجزه عن تحقيق العدالة الاجتماعية المنشودة بين الامريكيين وكيف يكرس النظام تكديس الثروة وبالتالي تكديس القوة السياسية في يد فئة قلية جدا لا تتعدى (1%).
ريتشارد وولف هو أستاذ الاقتصاد الفخري في جامعة ماساتشوستس، أميرست وحاليا أستاذ زائر في برنامج الدراسات العليا في العلاقات الدولية في جامعة نيوسكول، نيويورك. قام وولف أيضا بتدريس الاقتصاد في جامعة ييل، جامعة مدينة نيويورك، جامعة يوتاه، جامعة باريس وفي منتدى بريشت في مدينة نيويورك. في عام 2010 نشر وولف كتابه فضيحة الرأسمالية: الانهيار الاقتصادي العالمي وماذا نفعل حيال ذلك Capitalism Hits the Fan: The Global Economic Meltdown and What to Do About It والذي نشر أيضاً على هيئة دي في دي. في عام 2012 نشر ثلاثة كتب، احتلوا الاقتصاد: تحدي الرأسمالية، بالاشتراك مع ديفيد بارساميان، وكتابه النظريات الاقتصادية المتنافسة: الكلاسيكية الحديثة، الكينزية والماركسية بالاشتراك مع ستيفن ريزنيك، وكتاب الديمقراطية في العمل.
يقوم ريتشارد وولف بتقديم برنامج إذاعي اسبوعي مدته ساعة بعنوان Economic Update على محطة WBAI, 99.5 FM في مدينة نيويورك. وهو يظهر أيضاً بانتظام في وسائل الاعلام المختلفة من تلفزيون وصحافة وانترنت. وصفته مجلة نيويورك تايمز بأنه (أبرز اقتصادي ماركسي في أمريكا).
يعيش الدكتور وولف في مانهاتن مع زوجته الدكتورة هارييت فراد Harriet Fraad وهي طبيبة نفسية ممارسة.

## النشأة والشخصية
كلا والديه كانا مهاجرين أوربيين هاجرا إلى أمريكا خلال فترة الهولوكوست. فقد كان والده محامياً فرنسياً يعمل في ألمانيا في تلك الفترة في مدينة كولونيا الألمانية ثم حصل على وظيفة كعامل في أحد مصانع الحديد والصلب في مدينة يونغزتاون، أوهايو (وذلك يعود جزئياً إلى أن شهادته غير معترف بها في الولايات المتحدة)، أما والدته فكانت مواطنة ألمانية. كانت لوالده معرفة بالفيلسوف وعالم الاجتماع الألماني ماكس هوركهايمر. حصل وولف على شهادة البكالوريوس بمرتبة الامتياز والشرف في التاريخ من جامعة هارفارد عام 1963، ثم التحق بعد ذلك بجامعة ستانفورد ليحصل منها على شهادة الماجستير في الاقتصاد عام 1964، حيث درس هناك على يد أستاذ الاقتصاد الماركسي بول باران Paul A. Baran الذي تأثر به. بعد وفاة باران بازمة قلبية عام 1964 انتقل وولف إلى جامعة ييل التي حصل منها على ماجستير الاقتصاد عام 1966 وماجستير في التاريخ ودكتوراه في الاقتصاد عام 1969 وكطالب دراسات عليا في ييل عمل وولف هناك كمحاضر. في عام 1974 طبعت اطروحته اقتصاديات الاستعمار: بريطانيا وكينيا ككتاب.
إلى جانب الإنجليزية، لغته الأم، يتقن البروفيسور وولف كل من الفرنسية والألمانية. وهو يعيش مع زوجته الدكتورة هارييت فراد في نيويورك ولديهما ولدان بالغان.

## حياته العملية
قام وولف بين عامي 1969-1973 بالتدريس في سيتي كوليدج، نيويورك، حيث بدأ هناك تعاونه الطويل مع زميله الاقتصادي ستيفين ريزنيك الذي التحق بالكلية عام 1971 بعد أن منع من التدريس في جامعة ييل بسبب توقيعه على عريضة ضد الحرب في فيتنام. كون وولف وزميله ريزنيك وصامويل بولز وهربرت جينتز وريك إدواردز ما عرف بالمجموعة الراديكالية التي عملت في كلية الاقتصاد بجامعة ماساشوستس، اميرست عام 1973. والتي التحق بها وولف كبروفسور عام 1981. تقاعد وولف عام 2008 ولكنه ظل بروفسوراً فخرياً والتحق في نفس السنة بجامعة نيوسكول، نيويورك التي يعمل فيها كأستاذ زائر.
كان أول بحث اكاديمي ينشر لوولف بالتعاون مع ريزنيك هو (نظرية الارتباطات الانتقالية والانتقال من الإقطاع إلى الرأسمالية) وذلك في عام 1979 والذي اسس للأطار الذي تعاونا فيه منذ ذلك الحين. حيث انتهجا تفسيراً غير حتمي للصراع الطبقي لفهم الجدل القائم حول الانتقال من الإقطاع إلى الرأسمالية. وقد تضمنت المواضيع التي تطرق إليها وولف وريزنيك في اعمالهم المشتركة الاتي: النظرية الماركسية، تحليل القيمة، الحتمية المفرطة، الاقتصاد المتطرف، التجارة العالمية، الدورات الاقتصادية، التشكيلات الاجتماعية، الاتحاد السوفيتي، المقارنة والمعارضة بين النظريات الاقتصادية الماركسية والغير ماركسية.
اتخذ وولف وريزنيك في كتابهما المؤثر المعرفة والطبقية Knowledge and Class من كتاب لوي ألتوسير وإتيان باليبار قراءة في رأس المال Reading Capital كنقطة انطلاق في قرائتهما الدقيقة للجزء الثاني والثالث من كتاب كارل ماركس رأس المال. بالنسبة للمؤلفَين، فان التحليل الطبقي الماركسي يقوم بدراسة مفصلة لشروط وجود أشكال ملموسة من العمل، المخصصات المالية وتوزيع فائض قيمة العمل.
في عام 1989 انضم وولف مع مجموعة من زملاءه وطلابه لإصدار مجلة اكاديمية بعنوان إعادة النظر في الماركسية Rethinking Marxism تهدف إلى خلق منبر لإعادة التفكير وتطوير المفاهيم والنظريات الماركسية في الاقتصاد، وغيرها من المجالات التي تهم الرأي العام. مازال وولف مستمراً في عضوية مجلسي التحرير والاستشارة للمجلة.
في ربيع 1994 عمل وولف كاستاذ زائر في جامعة باريس 1 - بانتيون سوربون. مازال ولف يدرس الحلقات الدراسية للخريجين والمحاضرات الدراسية للطلاب ويشرف مباشرة على الرسائل العلمية في موضوع الاقتصاد في جامعة ماساتشوستس في أمهيرست. ومؤخراً في برنامج الدراسات العليا في العلاقات الدولية في جامعة نيو سكول في نيويورك.
كان وولف أحد المؤسسين لحزب الخضر Green Party في نيو هيفن، كونيتيكت وكان أحد المرشحين لمنصب العمدة فيها عام 1985. في عام 2011 دعى إلى إنشاء حزب يساري جماهيري واسع النطاق في الولايات المتحدة. يلقي وولف وخصوصا من بعد 2008 الكثير من المحاضرات العامة داخل وخارج الولايات المتحدة. هو محاضر منتظم في منتدى بريخت. يظهر وولف بشكل معتاد في الكثير من البرامج الأخبارية في التلفزيون والإذاعة خارج وداخل الولايات المتحدة ويكتب في العديد من المطبوعات ومواقع الإنترنت. يقدم وولف برنامج اذاعي اسبوعي بعنوان Economic Update على إذاعة WBAI في مدينة نيويورك.

## الأزمة اليونانية
جورج باباندريو رئيس وزراء اليونان بين 2009 و 2011 هو أحد طلاب البروفسور وولف، ويتذكر وولف ان تلميذه باباندريو (كان يطمح لان يصبح اقتصادي اشتراكي مرموق). وقد لاحظ الاستاذ في جامعة مدينة نيويورك كوستاس بانوتاكيس Costas Panayotakis انه بعد انتخاب باباندريو كرئيس وزراء في خريف 2009 على اساس انه كان يرى ان التقشف هو السياسة الاقتصادية الخاطئة في فترات الازمات الاقتصادية الكبرى. لقد ناقض جورج باباندريو نفسه في مواجهة ازمة الديون اليونانية حيث استدعى صندوق النقد الدولي وفرض أقسى نظام تقشف شهدته اليونان.

## أعماله
بعض كتبه
2014 - الديمقراطية في مكان العمل: علاج للرأسمالية (Democracy at Work: A Cure for Capitalism، يناقش فيه وولف تطبيق فكرة الديمقراطية داخل مؤسسات الأعمال وعدم اقتصار ممارسة الديموقراطية على نظام الحكم، بحيث يكون للعمال الحق في تقرير اهداف الشركة وماذا تنتج وكم تنتج وكيف تتوسع، لا أن يترك الأمر في تقرير مصير الشركة والعمال في أيدي أعضاء مجلس الإدارة.
2009 - فضيحة الرأسمالية: الانهيار الاقتصادي العالمي وماذا نفعل حيال ذلك (Capitalism Hits the Fan:The Global Economic Meltdown and What to Do About It)

## وصلات خارجية
- ريتشارد وولف على موقع IMDb (الإنجليزية)
- ريتشارد وولف على موقع قاعدة بيانات الفيلم (الإنجليزية)

مقابلته الأولى مع بيل مويرز في 22 فبراير 2013 في برنامج (Moyers & Company)
مقابلته الثانية مع بيل مويرز في 22 مارس 2013 في برنامج (Moyers & Company)
محاضرته في (Talks at Google) التي يشرح فيها فكرة الديمقراطية في مكان العمل (Democracy At Work)
قناته على اليوتيوب (Democracy At Work)